# Ivana Maksimović
Pour les articles homonymes, voir Maksimović.
Ivana Maksimović est une tireuse sportive serbe née le 2 mai 1990 à Belgrade.

## Carrière
Ivana Maksimović remporte la médaille d'argent de l'épreuve de carabine à 50 mètres 3 positions dames aux Jeux olympiques d'été de 2012 à Londres.

## Famille
Son père Goran Maksimović est un tireur sportif, champion olympique en 1988.